# Râs (animal)
Râșii sau lincșii (Lynx) sunt un gen ce cuprinde patru specii de feline sălbatice de mărime medie. Toți sunt considerați ca făcând parte din genul Lynx, dar unele autorități îi clasifică să facă parte din genul Felis, căruia îi aparține pisica sălbatică și pisica de casă. Caracalul, numit uneori râs de pustiu sau râs de deșert, este considerat ca făcând parte din genul Caracal.
Din toate patru speciile de râși, doar râsul iberic (L. pardinus) este evaluat la lista roșie a IUCN ca specie pe cale de dispariție. Celelalte, în ciuda faptului că au fost vânate în mod necontrolat în secolele XIX și XX, rămân să fie în afara oricărui pericol de dispariție la nivelul mondial, fiind totuși amenințate în unele țări.

## Etimologie
Cuvântul râs își are origine slavă, cuvinte înrudite se pot găsi spre exemplu în cehă (rys), poloneză (ryś) și rusă (рысь / rysi). Dicționarul Etimologic Român, opunându-se părerii populare, nu prezintă nicio legătură între acest cuvânt și verbul a râde. Pe cealaltă parte, cuvântul linx este un împrumut mai recent din franceză, care mai are origine în limba latină și este derivat de denumirea științifică lynx.

## Răspândire și statut de conservare

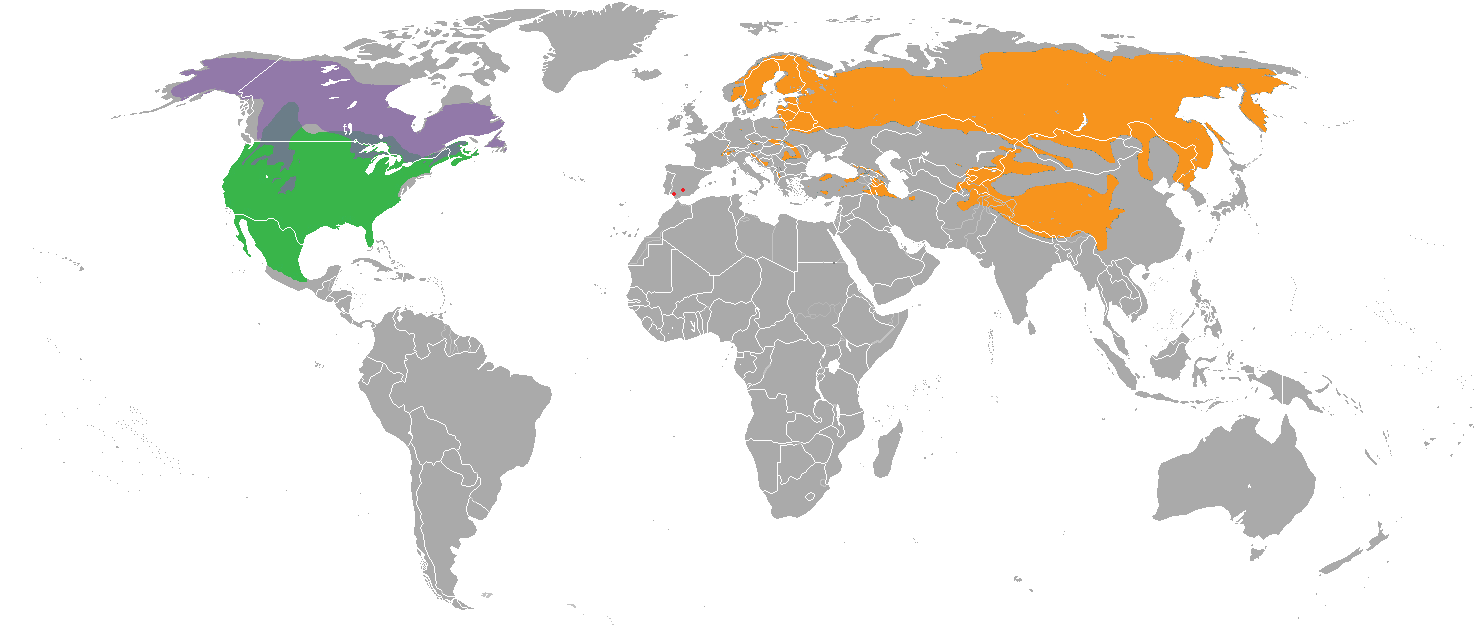
Răspândirea tuturor speciilor din genul Lynx.

Statutul în care se găsesc toate speciile de râși este foarte variat. Râsul eurasiatic, râsul roșu și râsul canadian sunt prezentate de populații destul de mari pentru a asigura continuitatea speciei. Râsul iberic este pe cale de dispariție, doar 1.111 râși din această specie mai trăind în Peninsula Iberică conform unei estimări din 2021.
Râșii eurasiatici trăiesc în multe arii ale Europei și Asiei, ceea ce a rezultat în a doua denumire a lor – râșii eurasiatici. Toată populația din această specie este estimată la 55.000 de indivizi, din care majoritatea trăiește în Rusia. În țările Europei Centrale, de-a lungul Carpaților, există o populație mare, dar amenințată, izolată și nestabilă a acestor feline. În afară Rusiei, cea mai mare populație a râșilor se găsește în România, numărul indivizilor atingând 2.050 în 2001. Încercări de a reintroduce râsul au avut loc în Slovenia și Elveția.
Râșii canadieni (numiți și polari) se pot găsi în partea septentrională a Americii de Nord, mai ales în Canada și Alaska, dar și în restul Statelor Unite ale Americii. În ciuda vânătorilor, râsul canadian în Canada nu este amenințat de oameni, reținând majoritatea arealului său. În Statele Unite este pe cale de dispariție. S-a încercat fără succes reintroducerea speciei în statul New York în anii '80. O altă încercare, terminată cu succes, a avut loc în 2002 în Colorado.
În părțile centrale și meridionale ale Americii de Nord există o mare populație a râșilor roșii. Ei trăiesc pe aproape întreg teritoriul Statelor Unite, în afara regiunii de centru-est. În Canada, se pot găsi în partea de sud, părăsită mai înainte de râșii canadieni. Se raportează și existența populației în Mexic. Nu sunt amenințate nicăieri, chiar dacă lipsesc datele exacte despre numărul indivizilor în Mexic.

## Aspect

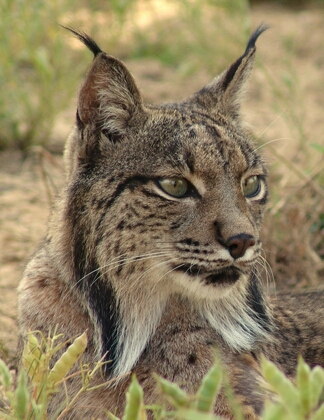
Râs iberic

Râșii au mărimea asemănătoare cu cea a câinelui. Au între 70 și 150 cm lungime, cu coadă relativ scurtă — de 5–25 cm. Vârful cozii la toate speciile este de obicei negru, iar în vârful urechilor sunt smocurile de peri negri, ceea ce deosebește râșii de alte feline. Culoarea perilor este diversificată și depinzând de specia și condițiile climatice, variază între castaniu și bej sau chiar alb. De asemenea, toți râșii au perii albi la piept, pântece și partea interioară a gambelor. Greutățile maxime raportate se găsesc între 50 kg și 58 kg, dar în mod normal reprezentanții niciunei specii nu depășesc greutatea de 30 kg. Ca toate felinele, râșii au gheare ascuțite și retractile care ajung lungimea de 4–6 cm. Râșii trăiesc aproximativ 20 ani.
Cei mai mari sunt râșii eurasiatici, având 80–150 cm lungime și o greutate de 18–30 kg. Urmează cei iberici, cu 85–120 cm și 13–25 kg și ambele specii americane care au aceleași valori de lungime (70–120 cm) și de greutate (9–15 kg).
Râșii mici sunt uneori confundați cu pisicile sălbatice în ciuda faptului că fac parte din genuri separate.

## Comportament și pradă

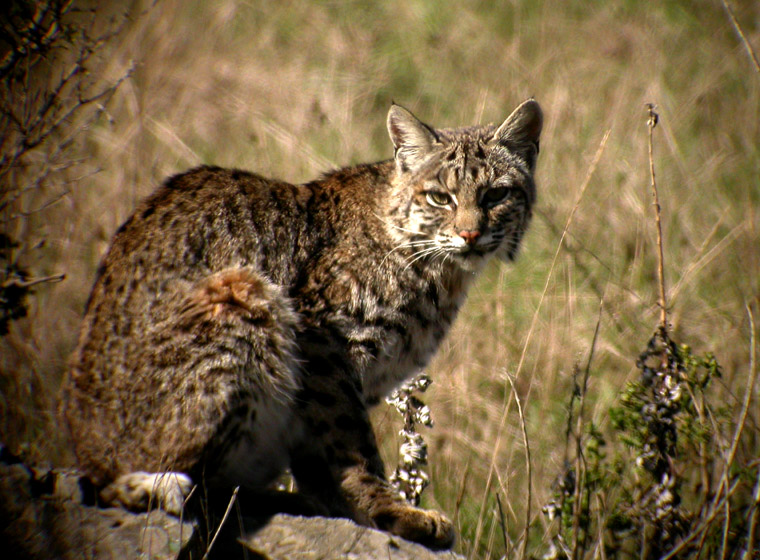
Râs roșu

Toate speciile de râși sunt carnivore, prădătoare și teritoriale, iar arealul lor ocupă de la 100 la aproximativ 2.000 km², însă speciile europene au teritoriul limitat din cauza activității umane. Se pot găsi mai ales în păduri din regiuni muntoase, dificil accesibile, bogate în vânatul potențial. Râșii sunt capabili să se cațăre dar de obicei vânează la nivelul pământului. Râșii nu acceptă vulpile și pisicile sălbatice în compania lor și le îndepărtează, prezentând un comportament ostil față de ele. Râșii sunt activi noaptea.
Prada lor tipică constă în diverse animale forestiere și cele care trăiesc în câmpuri, cum ar fi șoareci, iepuri, cerbi, saigale, coluni și diverse specii ale păsărilor. Uneori consumă și animale domesticite, cum ar fi găini, rațe, gâște, curcani, oi ș.a.m.d., atacând chiar câini când se simte primejduit. La nevoie este necrofag, deși în mod obișnuit îngroapă prada pe care nu a putut-o mânca.
Râșii se mișcă repede și fără zgomot, ceea ce le permite să atace prada pe neașteptate. Pot și sări la o distanță de 4-6 metri în orice direcție. Auzul și mirosul râșilor sunt foarte dezvoltate. De asemenea, ca majoritatea pisicilor, râșii pot vedea bine seara și noaptea.

## Împerechere
Toate speciile râșilor se împerechează în timpul primăverii timpurii, în martie și aprilie. Fiindcă sunt animale solitare, împerecherea nu are loc in fiecare an. Ciclul estral la femelele durează 10-15 zile, iar sarcina — 65-90 de zile, depinzând de specie, după care se nasc 2-4 pui, orbi pentru aproximativ două săptămâni. Alăptarea durează relativ mult, până la șase luni. Puii se despart de mamă când au doi ani de vârstă, cu scopul de a se pregăti pentru prima împerechere. Este foarte dificil de observat obiceiuri de împerechere ale râșilor din diverse cauze, mai ales raritatea animalelor, efectul vânătorilor intensive, ori marelor areale unde ele trăiesc.

## Specii
| Imagine | Specie                         | Sex    | Greutate  | Lungime   | Înălțime (la nivelul umerilor) |
| ------- | ------------------------------ | ------ | --------- | --------- | ------------------------------ |
|         | Râs eurasiatic (Lynx lynx)     | mascul | 18–30 kg  | 81–129 cm | 70 cm                          |
| femelă  | Râs eurasiatic (Lynx lynx)     | 18 kg  |           | 81–129 cm | 70 cm                          |
|         | Râs canadian (Lynx canadensis) | ambii  | 8–14 kg   | 90 cm     | 48–56 cm                       |
|         | Râs iberic (Lynx pardinus)     | mascul | 12,9 kg   | 85–110 cm | 60–70 cm                       |
| femelă  | Râs iberic (Lynx pardinus)     | 9,4 kg |           | 85–110 cm | 60–70 cm                       |
|         | Râs roșu (Lynx rufus)          | mascul | 7,3–14 kg | 71–100 cm | 51–61 cm                       |
| femelă  | Râs roșu (Lynx rufus)          | 9,1 kg |           | 71–100 cm | 51–61 cm                       |